# 안성중학교 (경기)
안성중학교(安城中學校)는 대한민국 경기도 안성시 금산동에 있는 공립 중학교이다.

## 학교 연혁
- 1939년 3월 24일 : 안성공립농업학교 설립 인가
- 1939년 4월 15일 : 초대 남도궁여증치 교장 취임
- 1949년 4월 1일 : 안성농업중학교 6년제로 개편
- 1950년 5월 1일 : 안성농업중학교와 농업고등학교 분리
- 1951년 9월 1일 : 안성중학교 교명 변경
- 1966년 3월 4일 : 안성고등학교 개교로 중,고 병설
- 1968년 12월 1일 : 안성중학교 신축
- 1975년 3월 1일 : 중, 고교분리
- 2004년 6월 18일 : 학교 체육관 신축 및 정구장 이전
- 2024년 1월 5일 : 제74회 졸업식 졸업생 175명(총 21,744명)
- 2024년 3월 1일 : 제30대 위재열 교장 취임
- 2024년 3월 4일 : 2024학년도 신입생 입학식(232명 입학)

## 참고 자료
- 안성중학교 - 한국교육학술정보원 학교알리미